# アルティンのL-函数
アルティンの L-函数 (Artin L-function) は、代数体の有限次拡大のガロア群 G の線型表現 ρ に付随するディリクレ級数である。1923年にエミール・アルティンにより、彼の類体論の研究において導入されたが、以下に述べるアルティン予想という基本的な性質に関する予想は未だに証明されていない。このアルティン予想は非可換類体論の枠組みの中で解決可能であると考えられている。

## 定義
K を代数体とし、G を K の有限次ガロア拡大 L のガロア群とする。有限次元複素ベクトル空間 V 上の G の表現 ρ にたいし、アルティンの L-函数は次のオイラー積により定義される。
K の整数環の素イデアル p が L で不分岐であるとき（これは有限個の素イデアルを除いてなりたつ条件である）、G の共役類としてフロベニウス共役類 Frobp が定義され、ρ(Frobp) の一つの元の固有多項式は共役類に対してwell-definedである。従って
{\displaystyle \operatorname {det} \left[I-t\rho (\mathbf {Frob} ({\mathfrak {P}}))\right]^{-1}}
もフロベニウス共役類の元のえらびかたによらず定まる t についての有理函数であり、s を複素数として t = N (p)-s としたものが p におけるオイラー因子である。（ここで N(p) は p での剰余体の元の個数をあらわす。）
p が L で分岐する場合、p での惰性群 I により固定されるV の部分空間にたいして同様の構成をおこなったものが、分岐する素点 p でのオイラー因子となる。。
アルティンのL-函数 {\displaystyle L(\rho ,s)} は、これらのオイラー因子をすべての素イデアル p について無限積をとったものである。アルティンの相互法則によれば、G がアーベル群のときこれらの L-函数は第二の記述を持つ（K が有理数体のときはディリクレのL-函数として、一般にはヘッケのL-函数として）。非アーベル群 G とその表現にたいしアルティン L-函数はあらたな対象である。
ひとつの応用として、有理数体上のガロア拡大の場合のように、デデキントゼータ函数の分解を与えることがある。既約表現へ正則表現を分解することに応じ、そのようなゼータ函数は、G の各々の既約表現に対応するアルティンのL-函数の積へと分解する。例えば、最も単純な例として、G が3文字の対称群の場合を考える。G が次数 2 の既約表現を持っているので、その表現のアルティンのL-函数は二次となり、考えている代数体のデデキントのゼータ函数を、（自明表現に対する）リーマンのゼータ函数と符号表現に対するディリクレの {\displaystyle L}-函数への分解を起こす。

## 函数等式
アルティンのL-函数 L(ρ,s) は L(ρ*, 1 − s) との函数等式を満たす。ここで ρ* は ρ の複素共役表現（反傾表現）を表すとする。さらに詳しくは、L を Λ(ρ, s) へと置き換える。ここに Λ はL-函数にあるガンマ要素をかけた函数である．絶対値 1 のある複素数 W(ρ) をもつ有理型函数の等式
Λ(ρ, s) = W(ρ)Λ(ρ*, 1 − s)
が成り立つ。W(ρ) がアルティンのルートナンバーである。これは 2つの性質に関して深く研究されている。第一の性質は、ラングランズとドリーニュにより確立されたラングランズ・ドリーニュの局所定数(Langlands–Deligne local constant)への分解である。これは保型表現との関係を予想するために重要である。また、ρ と ρ* が同値表現(equivalent representation)である場合は、まさに函数等式が両辺で同じになる。代数的に言うと、このことは ρ が実表現(real representation)もしくは四元数表現(quaternionic representation)の場合である。従って、アルティンの根の数は +1 かまたは −1 である。符号がどうなるかという問題は、ガロア加群の理論に繋がっている(Perlis 2001)。

## アルティン予想
アルティン予想とは、非自明な既約表現 ρ にたいしアルティン L-函数 L(ρ,s) は全複素平面上で解析的である、という予想である。
この予想は、ρ が 1 次元、つまりヘッケ指標に付随する L-函数やディリクレのL-函数に対しては成り立つ。より一般的に、アルティンは、ρ が 1 次元表現から誘導される場合についてはこの予想が正しいことを示した。したがってガロア群が超可解群(supersolvable)であれば、すべての表現に対してアルティンの予想が成り立つ。
アンドレ・ヴェイユ(André Weil)は、函数体の場合にアルティンの予想が成り立つことを証明した。
2 次元表現の射影像（射影一般線形群への自然な像）は巡回群、二面体群、四面体群、八面体群、二十面体群のいずれかで、このうち巡回群、二面体群の場合にはアルティン予想はヘッケの仕事から従う。ラングランズはベースチェンジ(base change lifting)の方法を使い四面体群の場合を証明し、タネル(Tunnell)は彼の仕事を拡張し八面体群の場合も証明した。ワイルズ(Wiles)は谷山志村予想を証明するため、これらの結果を使った。リチャード・テイラー(Richard Taylor)ほかは、（非可解な）八面体の場合についていくつかの点で前進をさせた。現在、いくつかの研究が進行中である。
誘導指標のブラウアーの定理によると、すべてのアルティンのL-函数はヘッケのL-函数の正と負の整数べきの積であることがしたがい、このことからアルティン L-函数は全複素平面上で有理型であることになる。
Langlands (1970)は、アルティン予想をラングランズ哲学において GL(n) の保型表現の L-函数にむすびつける事により証明できることを指摘した。さらに詳しくは、ラングランズ予想はアデール群 GLn(AQ) のカスプ表現をガロア群の n-次元既約表現へ結びつける。ここで対応するガロア表現のアルティンのL-函数と保型表現のL-函数は同じものとなり、アルティン予想は保型的なカスプ表現のL-函数は正則であるという既に知られている事実から従う。このことはラングランズの仕事の主要な動機のひとつであった。